# Leïla Slimani
Pour les articles homonymes, voir Slimani.
Leïla Slimani, née le 3 octobre 1981 à Rabat au Maroc, est une journaliste et écrivaine franco-marocaine. Elle a notamment reçu le prix Goncourt 2016 pour son deuxième roman, Chanson douce.

## Biographie

### Famille et formation
Leïla Slimani naît le 3 octobre 1981 à Rabat, dans une famille d'expression française. Son père, Othman Slimani (1941-2004), est un banquier et un haut fonctionnaire marocain, secrétaire d'État chargé des Affaires économiques de 1977 à 1979. Sa mère, Béatrice-Najat Dhobb Slimani (1948–), est médecin ORL et a été la première femme médecin à intégrer une spécialité médicale au Maroc. Ses grands-parents maternels se sont rencontrés en 1944 pendant la Seconde Guerre mondiale, quand Lakhdar Dhobb, un spahi algérien,,, ou marocain, participe à la Libération de Blotzheim, le village d'Anne Ruetsch (1921-2015), issue de la bourgeoisie alsacienne. Après la guerre, elle s'installe avec lui au Maroc. Anne sera l'une des rares non-Marocaines décorée de l'ordre du Ouissam alaouite, une des plus hautes distinctions accordées par le roi du Maroc,. Leïla Slimani a deux sœurs.
Après son baccalauréat, obtenu au lycée français Descartes à Rabat en 1999, elle vient à Paris pour ses études en classes préparatoires littéraires au lycée Fénelon. Elle sort ensuite diplômée de l'Institut d'études politiques de Paris en 2004,.
Elle s'essaie au métier de comédienne (en participant au Cours Florent) puis décide de compléter ses études à l'ESCP Europe pour se former aux médias. À cette occasion, elle rencontre Christophe Barbier, alors parrain de sa promotion, qui lui propose une formation à L'Express. Finalement, elle est engagée au magazine Jeune Afrique en 2008 et y traite des sujets touchant à l'Afrique du Nord. Elle démissionne de la rédaction de Jeune Afrique en 2012 pour se consacrer à l'écriture littéraire tout en restant pigiste pour le journal.

### Carrière d'écrivaine
En 2013, elle s’inscrit à l'atelier de l'écrivain et éditeur Jean-Marie Laclavetine. Elle déclare par la suite : « Sans Jean-Marie, Dans le jardin de l'ogre n'existerait pas. »
En 2014, elle publie son premier roman, Dans le jardin de l'ogre. Le sujet (l'addiction sexuelle féminine) et l'écriture sont remarqués par la critique,,, et l'ouvrage est sélectionné dans les cinq finalistes pour le prix de Flore 2014.
Son deuxième roman, Chanson douce, obtient le prix Goncourt en 2016,.
Le 6 novembre 2017, elle devient la représentante personnelle du président de la République Emmanuel Macron pour la francophonie, afin de siéger au Conseil permanent de l'Organisation internationale de la francophonie,.
Elle est la présidente du prix du Livre Inter en 2018 et est membre de l'édition 2018 du jury du Festival du cinéma américain de Deauville. En mai 2021, elle est nommée membre du conseil d'administration du Théâtre de l'Odéon en tant que personnalité qualifiée dans le domaine culturel.
En 2020, elle publie son nouveau roman Le Pays des autres, premier tome d'une trilogie. En 2021 paraît Le Parfum des fleurs la nuit, un récit autobiographique et de réflexion sur le métier d'écrivain. En 2022, elle publie Regardez nous danser, second tome de sa trilogie, situé dans les années 1970.
En 2023, elle est la première écrivaine francophone à présider le prix international Booker. La même année, elle reçoit à Berlin le prix franco-allemand des médias.
En 2024, elle est choisie par Thomas Jolly pour co-écrire la cérémonie d'ouverture des jeux olympiques de Paris.
En 2025, elle publie J'emporterai le feu, dernier tome de sa trilogie.

### Double nationalité
Dans une interview à Telquel, elle se confie sur ses deux nationalités : 

« Je suis née avec la nationalité française et je me suis toujours sentie 100 % française et 100 % marocaine, donc je n'ai jamais eu de problème par rapport à ça. Le regard de l'autre, je m'en fiche complètement. Je ne me laisse pas enfermer dans des identités. Ce serait un peu malvenu de ma part de me plaindre alors que c'est beaucoup plus une souffrance pour des gens qui sont nés en France, qui ont des noms maghrébins, et qui sont constamment ramenés à leur identité maghrébine. Pour moi, c'est différent. J'ai une “vraie” double nationalité, une vraie double appartenance. Donc, que les gens me ramènent à mon identité marocaine, eh bien tant mieux, je suis marocaine. »

### Vie privée
Leïla Slimani est mariée depuis 2008 à un banquier, Antoine d'Engremont, avec lequel elle a deux enfants (un garçon né en 2011 et une fille en 2017),.

### Décoration
- 2017 :  Officière de l'ordre des Arts et des Lettres[31].

## Prises de position
Au lendemain des attentats du 13 novembre 2015 en France, elle rédige une tribune dans Le 1 intitulée « Intégristes, je vous hais ».
Au second tour de l'élection présidentielle de 2017, elle apporte son soutien à Emmanuel Macron pour contrer « le déclinisme et la haine » qu'incarne à ses yeux Marine Le Pen, mais aussi « par adhésion », car « la jeunesse, la modernité d'Emmanuel Macron – également fervent défenseur de l'égalité des hommes et des femmes – donneront un nouvel élan à la France, qui est actuellement enlisée dans une forme de grand pessimisme ». Elle refuse ensuite la proposition d'Emmanuel Macron de devenir ministre de la Culture, mais accepte le poste de représentante personnelle d'Emmanuel Macron pour la francophonie. Malgré cette fonction, elle publie en novembre 2018 un pamphlet en réaction à un échange, à Verdun, entre Emmanuel Macron et un ancien combattant, au sujet des sans-papiers, dénonçant le mépris à l'encontre de ces derniers. En octobre 2019, elle s'oppose publiquement à l'expulsion de Samira, une fillette ivoirienne de 10 ans, et de son père, qui seront finalement autorisés à rester en France.
En juin 2017, Leïla Slimani reçoit l'Out d'or du « coup de gueule » de l'Association des journalistes LGBT (AJL), pour avoir critiqué la pénalisation de l'homosexualité au Maroc, en novembre 2016 sur le plateau de C à vous sur France 5.
En janvier 2018, peu après la naissance du mouvement #MeToo, elle publie dans Libération un texte dans lequel elle réclame « le droit de ne pas être importunée », en réponse à une tribune portée notamment par Catherine Deneuve et Catherine Millet.
Dans le livre Femmes puissantes de Léa Salamé paru en 2020, Leïla Slimani précise une de ses prises de parole citée par Léa Salamé indiquant « Je suis contre le voile, qui est un signe de soumission féminine, mais je ne suis pas contre les femmes voilées ». En effet, Leïla Slimani indique que jamais elle ne se battrait contre les femmes voilées, « parce que ma bataille est menée pour la liberté des femmes et le libre choix. Si une femme a envie de se voiler, jamais je n'irai m'immiscer dans ce choix-là. Mais je me battrai toujours contre ceux et celles qui veulent l'imposer. »
Dans le récit autobiographique Le Parfum des fleurs la nuit (2021), l'auteure évoque les écrivains et la création littéraire,.
Elle dénonce avec d'autres écrivains dans une tribune en mai 2025 le « génocide » de la population à Gaza et demande « un cessez-le-feu immédiat ».

## Proximité avec la monarchie marocaine
Citée par le journaliste marocain Omar Brouksy, auteur du livre enquête La République de Sa Majesté sur l'ingérence marocaine en France, Leila Slimani est considérée par l'enquête de ce dernier comme faisant partie du lobby de la monarchie marocaine en France.

## Polémiques
La sortie en 2017 de son essai Sexe et Mensonges : La Vie sexuelle au Maroc, encensé par l'écrivain Kamel Daoud et remarqué par la critique, déclenche une polémique avec les Indigènes de la République après que Houria Bouteldja, porte-parole de l'association, a qualifié la romancière de « native informant » — anglicisme signifiant littéralement informateur autochtone  — « notion que les études post-coloniales ont forgée pour désigner les personnes de couleur qui, surcompensant un complexe d'infériorité à l'égard des Blancs, imitent ces derniers pour leur plaire et être reconnues par eux », avance Fatiha Boudjahlat. Sur les réseaux sociaux, elle est régulièrement insultée par des racistes et par des islamistes.
En septembre 2019, en réaction à l'arrestation de la journaliste Hajar Raissouni, accusée d'avortement clandestin et de relations sexuelles hors mariage, elle écrit avec la réalisatrice Sonia Terrab une tribune qui paraît notamment à la une du Monde. Elle y dénonce les lois pénalisant la sexualité au Maroc ainsi que celle interdisant l'avortement. L'initiative est un succès et conduit à la création du collectif Hors-la-loi du Maroc qui va prendre position sur ces questions dans les médias. Le 9 janvier 2020, elle représente le collectif 490 des Hors-la-loi du Maroc elle reçoit à ce titre avec Sonia Terrab le prix Simone de Beauvoir pour son combat en faveur du droit des femmes.
Marraine de l'association Lire pour en sortir, elle milite pour l'accès à la lecture en détention.
En mars 2020, lors du premier confinement en France pour lutter contre la pandémie de Covid-19, Le Monde lui ouvre ses colonnes pour un « journal du confinement ». Plusieurs critiques jugent, sur les réseaux sociaux et dans la presse, la chronique indécente.

## Œuvres
- 2013 : La Baie de Dakhla : Itinérance enchantée entre mer et désert, Casablanca, Malika Éditions, 200 p.  (ISBN 978-9954-0-3766-9).
- 2014 : Dans le jardin de l'ogre, Paris, Gallimard, coll. « Blanche », 214 p.  (ISBN 978-2-07-014623-9).
- 2016 : Chanson douce, Paris, Gallimard, coll. « Blanche », 226 p.  (ISBN 978-2-07-019667-8 et 978-2-07-276493-6) [lire en ligne]. Prix Goncourt 2016.
- 2016 :  Le diable est dans les détails, La Tour-d'Aigues, L'Aube, coll. « Le 1 en livre », 62 p. (ISBN 978-2-8159-2144-2 et 978-2-8159-2145-9) [lire en ligne].
- 2017 : Sexe et Mensonges : La Vie sexuelle au Maroc, Paris, Les Arènes, 188 p.  (ISBN 978-2-35204-568-7) ; nouv. éd. augm. avec une préf. inédite, sous le titre Sexe et Mensonges : histoires vraies de la vie sexuelle des femmes au Maroc, Paris, Les Arènes, 2021, 240 p.  (ISBN 979-10-375-0399-2 et 979-10-375-0481-4) [lire en ligne].
- 2017 : Simone Veil, mon héroïne, ill. Pascal Lemaître, La Tour-d'Aigues, L'Aube, coll. « Le 1 en livre », 89 p.  (ISBN 978-2-8159-2663-8 et 978-2-8159-2664-5) [lire en ligne].
- 2018 : Comment j'écris : Conversation avec Éric Fottorino, La Tour-d'Aigues, L'Aube, coll. « Le 1 en livre », 66 p.  (ISBN 978-2-8159-2779-6 et 978-2-8159-2780-2) [lire en ligne].
- 2021 : Le Parfum des fleurs la nuit, Paris, Stock, coll. « Ma nuit au musée », 128 p.  (ISBN 978-2-234-08830-6 et 978-2-234-08801-6) [lire en ligne].
- Trilogie Le Pays des autres, Paris, Gallimard, coll. « Blanche » :
  - 2020 : 1re partie : La guerre, la guerre, la guerre, 365 p.  (ISBN 978-2-07-288799-4 et 978-2-07-288802-1) [lire en ligne].
  - 2022 : 2e partie : Regardez-nous danser, 367 p.  (ISBN 978-2-07-297255-3 et 978-2-07-297258-4) [lire en ligne].
  - 2025 :  3e partie : J'emporterai le feu, 432 p. (ISBN 978-2-07-309836-8 et 978-2-07-309839-9) [lire en ligne].

### Scénario de bande dessinée
- 2017 : Paroles d'honneur, roman graphique, dessins de Laetitia Coryn, Paris, Les Arènes, 105 p.  (ISBN 978-2-35204-654-7 et 978-2-35204-713-1) [lire en ligne].
- À mains nues, dessin de Clément Oubrerie, couleurs de Sandra Desmazières, Paris, Les Arènes, coll. « Les Arènes BD » :
  - 2020 : tome 1 : 1900-1921, 98 p.  (ISBN 979-10-375-0264-3 et 979-10-375-0335-0) [lire en ligne].
  - 2021 : tome 2 : 1922-1954, 88 p.  (ISBN 979-10-375-0466-1 et 979-10-375-0493-7) [lire en ligne].

### Participations à des ouvrages collectifs
- Dans 13 à table !, Paris, Pocket, au profit des Restos du Cœur :
  - 2017 : Zina, dans 13 à table ! 2018 (no 17059), 282 p.  (ISBN 978-2-266-27952-9).
  - 2018 : La Fête des voisins, dans 13 à table ! 2019 (no 17272), 283 p.  (ISBN 978-2-266-28641-1).
  - 2019 : Je t'emmène, dans 13 à table ! 2020 (no 17728), 332 p.  (ISBN 978-2-266-30550-1).
  - 2020 : Heureux au jeu, dans 13 à table ! 2021 (no 18254), 236 p.  (ISBN 978-2-266-30754-3 et 978-2-8238-8092-2) [lire en ligne].
  - 2021 : La Chambre verte, dans 13 à table ! 2022 (no 18272), 278 p.  (ISBN 978-2-266-31648-4 et 978-2-8238-8949-9) [lire en ligne][48].
  - 2023 : Le Portail, dans 13 à table ! 2024 (no 19210), 256 p.  (ISBN 978-2-266-33859-2 et 978-2-266-33860-8) [lire en ligne].
- 2019 : postface dans Sexualités, identités & corps colonisés, XVe siècle–XXIe siècle, Paris, CNRS Éditions, coll. « Corps », 667 p. (ISBN 978-2-271-13050-1 et 978-2-271-13227-7, lire en ligne).
- 2021 : Faut pas rêver, dans Chirine El Messiri (dir.), Il était une fois... les révolutions arabes, Paris, Institut du monde arabe et Seuil, coll. « Araborama », 264 p.  (ISBN 978-2-02-146998-1 et 978-2-02-146999-8) [lire en ligne].
- 2022 : direction de Nos langues françaises (en préfiguration de l'ouverture de la Cité internationale de la langue française au château de Villers-Cotterêts), Paris, Centre des monuments nationaux, Éditions du Patrimoine, 111 p. (ISBN 978-2-7577-0812-5).
- 2022 : préface de Family (publié par AMI Paris et Magnum Photos Paris pour l'exposition à l'Espace Commines, 30 septembre - 2 octobre 2022), Paris, Flammarion, 197 p.  (ISBN 978-2-08-028925-4).
- 2025 : texte de On allait au bord de la mer, avec Christophe Granger, photogr. Stephan Gladieu, Arles, Actes Sud, 271 p.  (ISBN 978-2-330-20194-4).